# Imperialismo russo in Asia

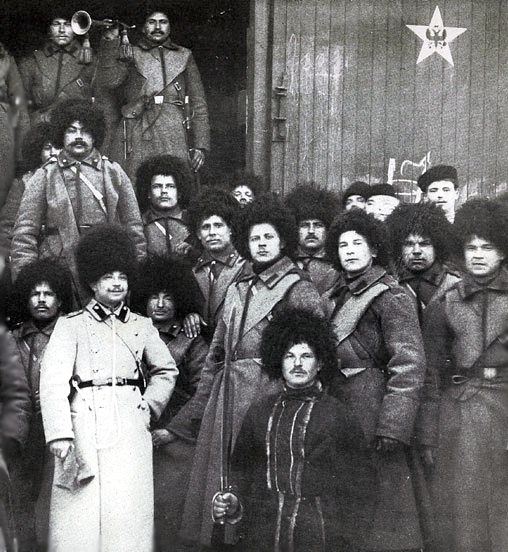
Soldati russi in partenza per il fronte, 1904

L'imperialismo russo in Asia iniziò intorno agli anni 1890 e si concluse bruscamente nel 1905, a seguito della sconfitta patita nella guerra contro il Giappone.

## La politica russa in Estremo Oriente
Intorno al cambio di secolo l'Impero russo guadagnò spazio di manovra in Asia grazie alla sua alleanza con la Francia ed alla rivalità tra Gran Bretagna e Germania. Malgrado le condizioni favorevoli, lo zar Nicola II  fallì nell'orchestrare una politica coerente nell'estremo Oriente principalmente a causa dei conflitti tra i suoi ministri. Le mosse scoordinate ed incoerenti della Russia nella regione portarono alla guerra russo-giapponese del 1904 – 1905.
Dal 1895 l'Impero tedesco tentava di competere con la Francia allo scopo di ottenere un atteggiamento più favorevole da parte della Russia e gli uomini di stato britannici speravano di poter negoziare con lo zar un accordo per determinare le relative sfere d'influenza in Asia. Questa situazione permise alla Russia di intervenire nel nord-est del continente dopo la vittoria giapponese sulla Cina nel 1895. Nei negoziati che seguirono il Giappone fu costretto a fare concessioni nella Penisola di Liaotung ed a Port Arthur (Lushun) nel sud della Manciuria.
L'anno seguente Vitte utilizzò capitali francesi per istituire la Banca Cino-Russa. L'obiettivo di questa banca era di finanziare la costruzione di ferrovie attraverso il nord della Manciuria abbreviando così il tragitto della Transiberiana. Entro due anni la Russia acquisì concessioni nella Penisola di Liaotung e a Port Arthur ed iniziò a costruire un tronco ferroviario da Harbin, nella Manciuria centrale, fino a Port Arthur, sulla costa.

## Dalla rivolta dei Boxer allo scoppio della guerra
Nel 1900 la Cina reagì alle violazioni nella sua sovranità perpetrate dagli stranieri con un movimento fortemente xenofobo che venne conosciuto come Rivolta dei Boxer. La Russia inviò nel nord della Cina, come le altre potenze europee, Giappone e Stati Uniti un contingente di militari per difendere i propri interessi ed i propri connazionali.
Nello stesso tempo una forza di 180.000 soldati russi venne inviata in Manciuria per garantire la sicurezza delle linee ferroviarie. Il Giappone, con l'appoggio di Stati Uniti e Gran Bretagna chiese il ritiro delle truppe dalla Manciuria. Vitte ed alcuni altri diplomatici russi cercarono un compromesso col Giappone proponendo uno scambio tra Manciuria e Corea ma un gruppo di nemici politici dello stesso Vitte, reazionari, cortigiani e comandanti militari rifiutarono ogni compromesso. Lo zar approvò il loro punto di vista non considerando seriamente le minacce giapponesi, malgrado l'alleanza di questi con la Gran Bretagna, ed il governo russo si comportò in modo ambiguo fino a quando, agli inizi del 1904, il Giappone dichiarò guerra.

## La guerra
Nella guerra che seguì il Giappone poté sfruttare al meglio la sua posizione geografica e ciò unito alla superiorità tecnologica dei suoi armamenti ed al morale delle sue truppe gli dette la superiorità sul mare mentre l'azione della Russia fu spesso pesantemente danneggiata dall'indolenza e incompetenza di molti suoi comandanti. Nel gennaio del 1905, dopo otto mesi di assedio, la base russa di Port Arthur dovette arrendersi ed in marzo i giapponesi costrinsero i russi a ritirarsi a nord di Mukden.
A maggio le ultime speranze russe, riposte in una flotta ottenuta unendo le squadre navali del Baltico e del Mediterraneo, svanirono nella battaglia degli Stretti di Tsushima che vide la flotta giapponese vittoriosa. Teoricamente la Russia avrebbe ancora forse potuto ribaltare le sorti del conflitto spostando il grosso del suo esercito attraverso l'Asia, ma lo scoppio della rivoluzione popolare e le pressioni internazionali indussero lo zar a chiedere la pace. La Russia accettò la mediazione del Presidente degli Stati Uniti Theodore Roosevelt e cedette le più meridionali delle Isole Sachalin al Giappone riconoscendo anche la sua influenza in Corea e nel sud della Manciuria.

## Conseguenze della guerra Russo-Giapponese
La guerra Russo-Giapponese fu un punto di svolta nella storia russa. Essa portò ad un vasto movimento di rivolta contro il governo che fu costretto a dare inizio a profonde riforme sia in campo sociale che economico. Per contro nello stesso periodo gruppi di potere legati a posizioni reazionarie aumentarono la loro influenza sulla corte. In politica estera la Russia riprese i tentativi per estendere la sua influenza nei Balcani e prese parte a tutti i principali intrighi internazionali delle potenze occidentali. Il risultato di una tale politica fu infine quello di essere trascinata in una guerra mondiale senza averne assolutamente la preparazione necessaria.